# كنيس إشتموع
كنيس إشتموع هو بقايا كنيس يهودي قديم يقع في بلدة السموع على بعد 15 كم جنوب مدينة الخليل بالضفة الغربية في فلسطين ويعود تاريخه إلى القرنين الرابع والخامس الميلاديين.

## لمحة تاريخية
كانت بلدة إشتموع، والتي عُرفت حديثًا باسم "السموع"، مدينة قديمة ذُكرت في الكتاب المقدس في الإصحاح الرابع عشر من سفر يشوع (21:14). وُصفت المدينة خلال العصر الروماني والبيزنطي بأنها قرية يهودية كبيرة. ويذكر التلمود في القدس (نداريم 6:10 - السيدة ليدن) أن رجلاً كان يعيش في تلك البلدة يُدعى عيسى من إشتموع.

## الوصف
تمكّن عالم الأثار اليهودي ليو آري ماير بالتعاون مع عالم الأثار أ. رايفنبيرج من التعرف على بقايا كنيس إشتموع في عام 1934، وقد اكتشفا في الجدار فراغًا صغيرًا كان يُستخدم فيما مضى كتابوت توراة أو هيكل. وفي الفترة ما بين عامي 1969 و1970، جرت أعمال تنقيب كاملة في الموقع تحت إشراف زئيف ييفين كشفت أن المبنى احتل الموقع الأبرز في القرية، ثُم أزيلت المباني الملحقة بالكنيس من أجل الكشف عن الهيكل القديم.
كان المعبد اليهودي القديم مُشيدًا على طراز برود هاوس بدون أعمدة وكانت أبعاده 13.3 مترًا (44 قدمًا) في 21.3 مترًا (70 قدمًا). كان الدخول بأي من الأبواب الثلاثة على طول جانبه الشرقي، وكانت إحدى المحاريب الثلاثة الموجودة في الجدار الشمالي بمثابة تابوت للتوراة، وكان المبنى يحتوي على أرضية من الفسيفساء إلى جانب عرض منحوتات زخرفية خارجية.

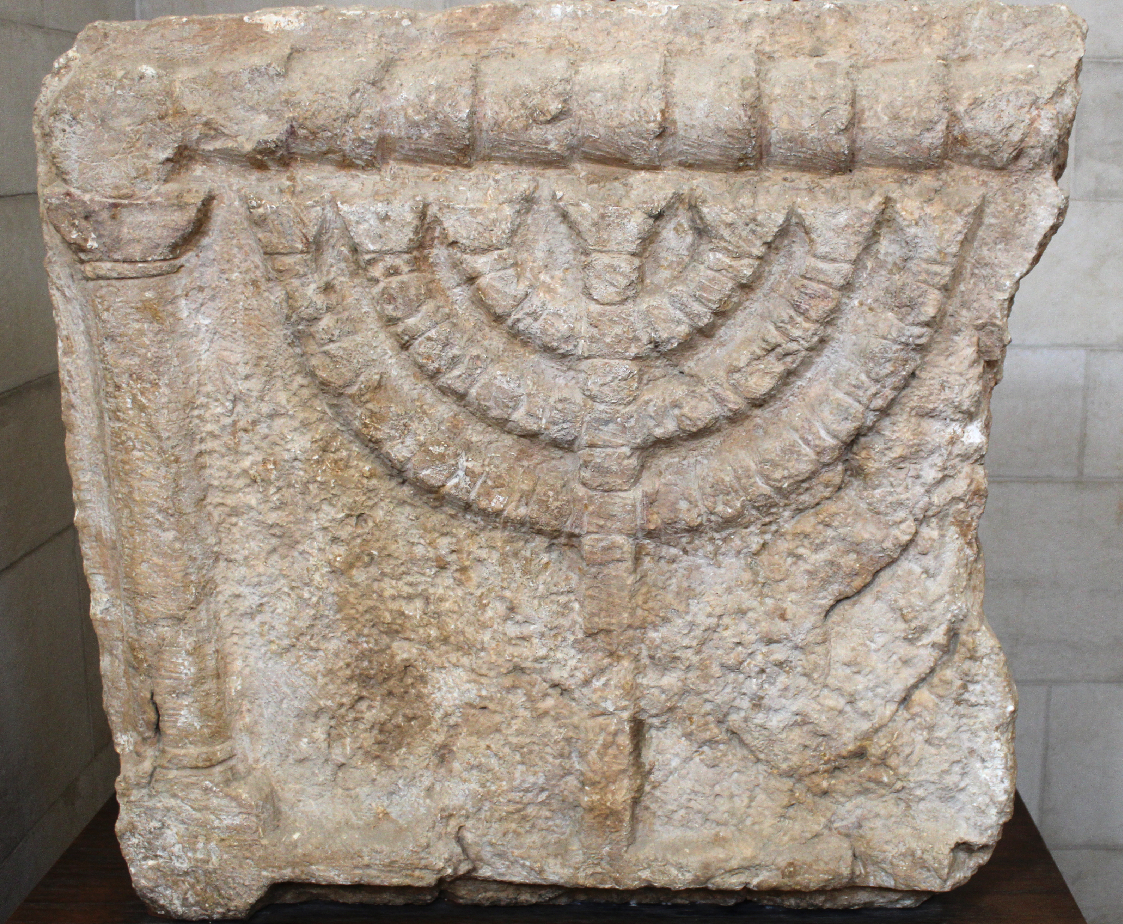
شمعندان سباعي وُجد بين بقايا كنيس إشتموع ويُعرض حاليا في متحف روكفلر في القدس

تم اكتشاف أربعة شمعدانات ذات سبعة فروع منحوتة على عتبات الأبواب عُرض أحدها في متحف روكفلر في القدس في وقت لاحق. كان هُناك مقعدين مُشيدين على طول الجدران الشمالية والجنوبية للمعبد، أحدهما فوق الآخر، ولم يتبق منهما سوى بعض البقايا.
تحوّل كنيس إشتموع بعد الفتح الإسلامي إلى مسجد وأضيف إليه محراب شُيّد مكان المقعد الممتد على طول جداره الجنوبي. وفقًا للروايات المحلية، فقد تمت هذه الإضافة أثناء غزو صلاح الدين، وليس خلال الفتح الإسلامي المبكر لبلاد الشام.
لا يزال الجدار الغربي قائمًا على ارتفاع 7 أمتار (23 قدمًا)، كما أعيد استخدام العديد من العناصر المعمارية للمبنى في القرية الحديثة، وقد بُنيت بالقرب من الجانب الشرقي من الكنيس كنيسة صليبية في القرن الثاني عشر.